# Стрибки з трампліна на зимових Олімпійських іграх 2022 — нормальний трамплін (жінки)
Змагання зі стрибків з нормального трампліна серед жінок на зимових Олімпійських іграх 2022 відбулися 5 лютого в Національному центрі стрибків з трампліна в Чжанцзякоу (Китай).
Чинна олімпійська чемпіонка Марен Лундбю відмовилась від участі в Олімпійських іграх. Срібна медалістка Ігор-2018 Катаріна Альтгаус і бронзова Сара Таканасі обидві кваліфікувалися. На Чемпіонаті світу 2021 року перемогла Ема Клинець, а Лундбю і Таканасі здобули на ньому, відповідно, срібну та бронзову медалі. Станом на початок Олімпіади Маріта Крамер очолювала залік Кубка світу 2021–2022, вигравши 6 із 11-ти змагань. Крамер вважали фавориткою Ігор, однак 30 січня її тест на Ковід виявився позитивним, і їй не дозволили летіти до Китаю, хоч вона й не мала жодних симптомів. 2-ге та 3-тє місця в Кубку світу посідали, відповідно, Альтгаус і Урша Богатай.

## Результати
| Місце | Bib | Ім'я                  | Країна                     | 1-й раунд    | 1-й раунд | 1-й раунд | Фінальний раунд | Фінальний раунд | Фінальний раунд | Загалом    |
| Місце | Bib | Ім'я                  | Країна                     | Відстань (м) | Бали      | Місце     | Відстань (м)    | Бали            | Місце           | Бали       |
| ----- | --- | --------------------- | -------------------------- | ------------ | --------- | --------- | --------------- | --------------- | --------------- | ---------- |
| 1     | 39  | Урша Богатай          | Словенія                   | 108.0        | 118.0     | 2         | 100.0           | 121.0           | 1               | 239.0      |
| 2     | 40  | Катаріна Альтгаус     | Німеччина                  | 105.5        | 121.1     | 1         | 94.0            | 115.7           | 3               | 236.8      |
| 3     | 37  | Ніка Крижнар          | Словенія                   | 103.0        | 113.9     | 3         | 99.5            | 118.1           | 2               | 232.0      |
| 4     | 36  | Сара Таканасі         | Японія                     | 98.5         | 108.7     | 5         | 100.0           | 115.4           | 4               | 224.1      |
| 5     | 38  | Ема Клинець           | Словенія                   | 100.0        | 112.1     | 4         | 90.5            | 103.3           | 6               | 215.4      |
| 6     | 35  | Сільє Опсет           | Норвегія                   | 92.5         | 94.7      | 12        | 95.0            | 105.8           | 5               | 200.5      |
| 7     | 22  | Ірина Аввакумова      | Олімпійський комітет Росії | 95.0         | 99.6      | 9         | 89.5            | 96.7            | 8               | 196.3      |
| 8     | 30  | Ліза Едер             | Австрія                    | 92.0         | 92.3      | 15        | 90.0            | 101.1           | 7               | 193.4      |
| 9     | 29  | Шпела Рогель          | Словенія                   | 93.0         | 101.7     | 8         | 82.0            | 82.5            | 18              | 184.2      |
| 10    | 7   | Ірма Махиня           | Олімпійський комітет Росії | 90.0         | 85.4      | 17        | 90.0            | 95.5            | 9               | 180.9      |
| 11    | 32  | Жозефін Паньє         | Франція                    | 96.0         | 102.1     | 7         | 78.5            | 77.4            | 22              | 179.5      |
| 12    | 34  | Даніела Ірашко-Штольц | Австрія                    | 91.5         | 94.1      | 14        | 80.5            | 83.9            | 16              | 178.0      |
| 13    | 26  | Юкі Іто               | Японія                     | 94.0         | 95.5      | 10        | 82.0            | 81.2            | 20              | 176.7      |
| 14    | 21  | Юка Сето              | Японія                     | 94.5         | 94.6      | 13        | 83.5            | 81.9            | 19              | 176.5      |
| 15    | 31  | Анна Удіне Стрем      | Норвегія                   | 91.5         | 91.5      | 16        | 84.0            | 84.5            | 15              | 176.0      |
| 16    | 23  | Фріда Вестман         | Швеція                     | 87.0         | 80.9      | 21        | 90.0            | 94.6            | 10              | 175.5      |
| 17    | 25  | Олександра Кустова    | Олімпійський комітет Росії | 88.0         | 81.4      | 20        | 85.0            | 90.0            | 13              | 171.4      |
| 18    | 27  | Каорі Івабуті         | Японія                     | 94.5         | 94.8      | 11        | 83.0            | 74.8            | 24              | 169.6      |
| 19    | 20  | Юліане Зайфарт        | Німеччина                  | 86.0         | 78.7      | 23        | 88.0            | 89.9            | 14              | 168.6      |
| 20    | 33  | Ева Пінкельніг        | Австрія                    | 87.0         | 83.9      | 18        | 84.0            | 82.6            | 17              | 166.5      |
| 21    | 28  | Теа Міньян Б'єрсет    | Норвегія                   | 99.5         | 104.1     | 6         | 73.0            | 59.9            | 29              | 164.0      |
| 22    | 19  | Селіна Фрайтаґ        | Німеччина                  | 80.0         | 69.8      | 28        | 90.0            | 93.2            | 11              | 163.0      |
| 23    | 15  | Ебіґейл Стрейт        | Канада                     | 75.5         | 71.7      | 26        | 84.5            | 90.2            | 12              | 161.9      |
| 24    | 24  | Пауліне Геслер        | Німеччина                  | 89.5         | 80.9      | 21        | 83.0            | 80.7            | 21              | 161.6      |
| 25    | 17  | Даніела Хараламбіє    | Румунія                    | 88.5         | 83.0      | 19        | 79.5            | 73.2            | 25              | 156.2      |
| 26    | 13  | Софія Тихонова        | Олімпійський комітет Росії | 78.5         | 70.3      | 27        | 83.0            | 76.5            | 23              | 146.8      |
| 27    | 18  | Юлія Кіккянен         | Фінляндія                  | 82.5         | 72.6      | 25        | 75.0            | 67.5            | 26              | 140.1      |
| 28    | 14  | Кароліна Індрачкова   | Чехія                      | 82.0         | 77.4      | 24        | 65.0            | 53.3            | 30              | 130.7      |
| 29    | 4   | Джессіка Мальсінер    | Італія                     | 76.5         | 62.0      | 30        | 75.5            | 62.4            | 27              | 124.4      |
| 30    | 2   | Анежка Індрачкова     | Чехія                      | 79.0         | 62.8      | 29        | 72.5            | 60.5            | 28              | 123.3      |
| 31    | 6   | Дун Бін               | Китай                      | 73.0         | 57.3      | 31        | Не пройшли      | Не пройшли      | Не пройшли      | Не пройшли |
| 32    | 11  | Єнні Раутіонахо       | Фінляндія                  | 66.5         | 48.5      | 32        | Не пройшли      | Не пройшли      | Не пройшли      | Не пройшли |
| 33    | 5   | Клара Ульріхова       | Чехія                      | 70.5         | 48.2      | 33        | Не пройшли      | Не пройшли      | Не пройшли      | Не пройшли |
| 34    | 12  | Жулія Клер            | Франція                    | 64.0         | 43.3      | 34        | Не пройшли      | Не пройшли      | Не пройшли      | Не пройшли |
| 35    | 8   | Кінга Райда           | Польща                     | 69.0         | 40.9      | 35        | Не пройшли      | Не пройшли      | Не пройшли      | Не пройшли |
| 36    | 9   | Ніколь Кондерла       | Польща                     | 64.0         | 37.8      | 36        | Не пройшли      | Не пройшли      | Не пройшли      | Не пройшли |
| 37    | 1   | Анна Гоффманн         | США                        | 64.5         | 36.2      | 37        | Не пройшли      | Не пройшли      | Не пройшли      | Не пройшли |
| 38    | 3   | Пен Цин'юе            | Китай                      | 63.5         | 31.3      | 38        | Не пройшли      | Не пройшли      | Не пройшли      | Не пройшли |
|       | 10  | Зофі Зоршаг           | Австрія                    | DSQ          | DSQ       | DSQ       | Не пройшли      | Не пройшли      | Не пройшли      | Не пройшли |
|       | 16  | Александрія Лутітт    | Канада                     | DSQ          | DSQ       | DSQ       | Не пройшли      | Не пройшли      | Не пройшли      | Не пройшли |